# Campo San Luca

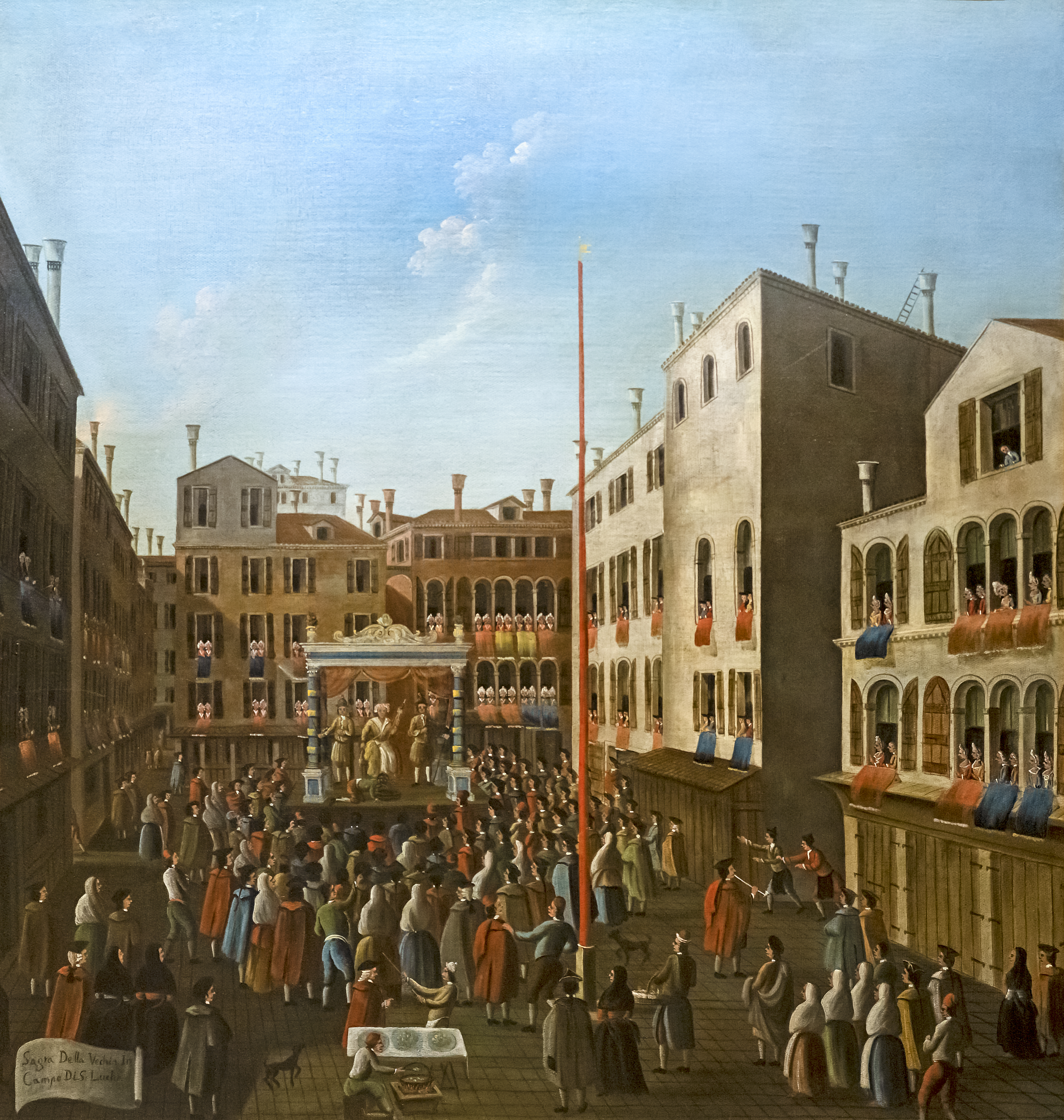
Sagra della vecchia in campo San Luca - Gabriele Bella

Campo San Luca è un campo di Venezia, situato nel sestiere di San Marco.
Geograficamente è situato a 50 metri da campo Manin ed è punto di intersezione delle direttrici di traffico verso piazza San Marco da una parte e Rialto dall'altra.
Assieme a campo San Bartolomeo è stato per moltissimo tempo uno dei più frequentati punti di ritrovo dei veneziani, grazie alla sua posizione centrale, alla presenza di numerose attività commerciali e di bar e alla sua vicinanza con gli uffici comunali e le principali sedi bancarie della città.
Da un punto di vista architettonico, se si esclude la superstite parte settecentesca del moderno Palazzo Nervi-Scattolin, non vi si affacciano edifici di particolare valore.